# Rachael Burford
Pour les articles homonymes, voir Burford.

a Compétitions nationales et continentales officielles uniquement.

b Matchs officiels uniquement.
Rachael Burford, née le 19 août 1986 à Chatham (Angleterre), est une joueuse internationale anglaise de rugby à XV et internationale de rugby à sept, occupant le poste de centre. Elle joue aux Harlequins.

## Biographie
Rachael Burford naît le 19 août 1986 à Chatham dans le Kent en Angleterre.
Elle commence le rugby à XV à l'âge de six ans, au club du Medway RFC, comme sa mère, Renata, et sa sœur, Louise. Elle y passe dix années et fait notamment ses débuts sénior à seize ans, avant de rejoindre en parallèle le club de Bath Rugby, ainsi que l'académie de la RFU. Elle connaît des sélections en équipe nationale des moins de 19 ans.
À Bath, elle joue deux saisons avec le Henley RFC puis fait son départ aux Saracens en 2006.
Elle fait ses débuts en équipe d'Angleterre contre le Canada. Elle est retenue pour la Coupe du monde 2006, puis 2010, elle dispute les trois rencontres de poule et la finale comme titulaire au poste de centre, l'Angleterre s'incline contre la Nouvelle-Zélande 10 à 13.
En 2009, elle rejoint le club du Richmond FC (en).
Rachael Burford dispute les Coupes du monde de rugby à sept 2009 et 2013.
Après trois saisons passées à Richmond, elle rejoint le Thurrock RFC (en).
Elle devient championne du monde en 2014, où elle dispute deux rencontres de poule comme titulaire au poste de centre. Elle est nommée joueuse anglaise de l'année par le syndicat des joueurs.
En 2016, elle devient la première femme élue à la Rugby Players Association (le syndicat des joueuses et joueurs anglais).
En 2017, elle joue tous les matchs du Grand Chelem anglais dans le Tournoi des Six Nations. Elle est à nouveau sélectionnée pour la Coupe du monde cette année-là. De plus, elle rejoint les Harlequins après avoir joué aux Aylesford Bulls (en).
Après deux échecs successifs en finale contre les Saracens, elle est sacrée championne d'Angleterre en 2021.
En 2023, elle annonce qu'elle joue sa dernière saison.
En parallèle de sa carrière, elle est également consultante pour la BBC et Amazon Prime.

## Palmarès

### En équipe nationale
- Vainqueur de la Coupe du monde en 2014.
- Finaliste de la Coupe du monde en 2006, 2010 et 2017.

### En club
- Vainqueur du Championnat d’Angleterre en 2021.

### Distinctions individuelles
- Élue Joueuse anglaise de l'année en 2014.